# Ho'oponopono
Ho'oponopono (ho-o-Pono-Pono) és un art hawaià molt antic de resolució de problemes basat en la reconciliació i el perdó.

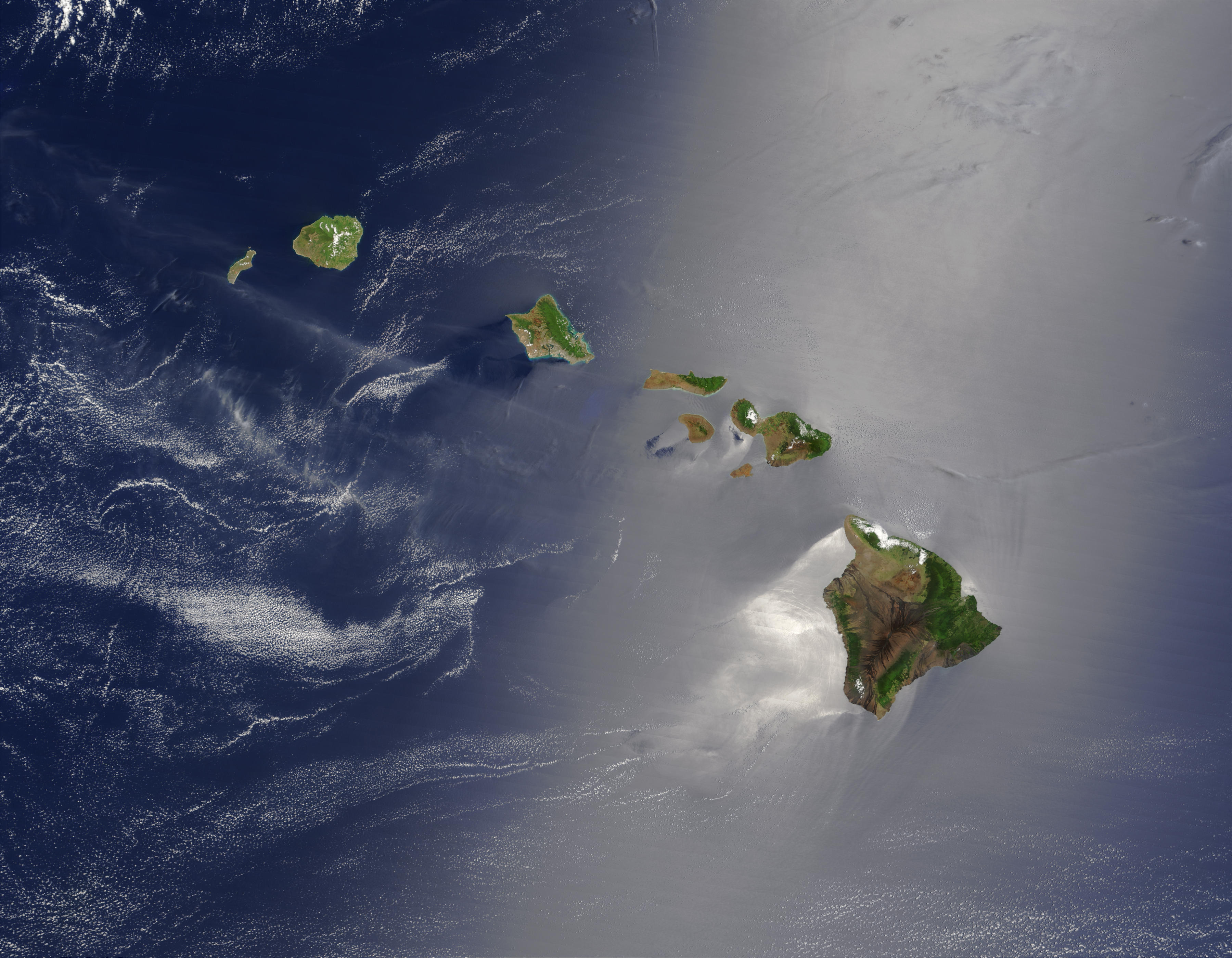
Illes de Hawai.

Els hawaians originals, els primers que van habitar Hawaii solien practicar-lo. Morrnah Nalamaku Simeona (19 de maig de 1913 - 11 febrer 1992) va portar aquests ensenyaments i els va actualitzar per als temps moderns.
Hi ha altres pràctiques de perdó similars a les illes d'Oceania com Samoa, Tahití i Nova Zelanda. Tradicionalment, el Ho'oponopono és practicat per sacerdots de curació o "Kahuna au" entre els membres de la família d'una persona que està físicament malalta. Les versions modernes es duen a terme dins de la família pel membre de més edat, o pel mateix individu.

## Antecedents polinesis
En moltes cultures polinèsies es creu que els errors (o defectes) de les persones (anomenats "farà" o "apa") provoquen malalties. Alguns creuen que els errors fan enfadar els déus, uns altres que atrauen déus malvolents. "Encara que en la majoria dels casos, ritus específics 'deslliga-errors' poden ser duts a terme per expiar aquests errors i així disminuir la seva acumulació".
A les illes de Vanuatu, al Pacífic Sud d'Oceania, les persones creuen que les malalties són causades per males conductes sexuals o per l'ira. Es diu que "si romans enutjat per dos o tres dies emmalalteixes". La teràpia que contraresta aquesta malaltia és la confessió. El pacient o algun membre de la seva família en nom d'ell, poden confessar-se, si ningú confessa l'error, el pacient pot morir. El poble Vanuatu creu que mantenir-lo (l'error) en secret és el que li dona poder a la malaltia (això equival, en termes psicoanalítics, el reprimir, el fet de no conscienciar i verbalitzar, en canvi una manifestació o exteriorització és una descàrrega de tensions psicofisiològiques). Quan l'error és confessat perd el seu poder sobre la persona i l'allibera.
Com molts altres illencs, incloent-hi els hawaians, el poble de Tikopia, a les Illes Salomó i a Rarotonga, a les Illes Cook, creuen que els pecats dels pares cauran sobre els seus fills. Si un nen està malalt se sospita que els seus pares es barallen o tenen mala conducta. A més de la malaltia, el desordre social pot causar que la terra sigui estèril o altres desastres. L'harmonia pot ser restablerta únicament amb una confessió i una disculpa.
A Pukapuka s'acostumava a fer confessar als pacients per determinar el curs d'acció apropiat per tal de sanar-los.
Hi ha tradicions similars a Samoa, a Tahití i entre els maorís de Nova Zelanda.

## Pràctica tradicional
"Ho'oponopono" es defineix al diccionari hawaià  com a "higiene mental: conferències familiars on les relacions es corregeixen a través de l'oració, la discussió, la confessió, el penediment, la compensació mútua i el perdó". Literalment, ho'o és un vocable utilitzat per convertir en verb al substantiu següent. En aquest cas transforma en verb al substantiu "Pono ", que és definit com a Ponopono, que vol dir "redreçar; posar en ordre o en forma, corregir, revisar, ajustar, esmenar, regular, arreglar, rectificar, ordenar, arreglar i ordenada o pulcrament. "
La prominent erudita hawaiana Mary Kawena Pukui va escriure que era un costum al Hawaii antic i això es recolza en històries tradicionals d'avis hawaians contemporanis. Pukui (nascuda el 1895), va començar a registrar observacions i experiències de la seva infància en el seu llibre publicat el 1958. L'escriptor Max Freedom Long, qui va viure a Hawai'i del 1917 fins aproximadament el 1926, va documentar Ho'oponopono tradicionals tal com els celebraven les famílies hawaianes, en el seu llibre publicat el 1936.
Tot i que la paraula "Ho'oponopono" no va ser usada amb el sentit d'avui dia fins més tard, alguns dels primers historiadors hawaians van documentar una creença en la qual les malalties eren causades per trencar elkapu, o lleis espirituals, i que la malaltia no podia ser curada fins que qui el pacient no hagués expiat aquesta transgressió, freqüentment, amb l'assistència d'un sacerdot que pregava (Kahuna poleix) o un sacerdot sanador (Kahuna lapa'au). Es buscava el perdó dels déus o de la persona amb qui hagués una disputa.
Pukui el va descriure com un costum on els membres d'una família es reunien amb altres membres de la seva família no tan propers on "posaven en ordre" relacions familiars disfuncionals. Algunes famílies es reunien diària o setmanalment per a evitar que sorgissin problemes. Altres, quan alguna persona es posava malalta, creien que la malaltia es devia a la tensió de la ira, la culpa, les recriminacions i falta de perdó. Kupuna Nana Veary va escriure que quan algun nen o nena de la seva família es posaven malalts, la seva àvia preguntava als pares què havien fet". Creien que només es curaria amb el perdó sincer de la família completa.
Per tant, l'Ho'oponopono corregeix, restaura i manté bones relacions entre els membres de la família i els seus déus (o Déu) en arribar a les causes i a l'origen del problema. Generalment el membre més vell de la família les condueix. Ell o ella reuneixen a la família, si la família no pot resoldre algun conflicte involucren a algú aliè a qui respectin.
El procés comença amb oracions. Es fa una declaració del problema i es discuteix la transgressió. S'espera que els membres de la família resolguin els problemes i cooperin, que no s'aferrin als errors comesos. Es prenen un o més moments de silenci per reflexionar en l'embolic d'emocions i lesions. Els sentiments de tots són tinguts en compte. Després es confessen, penedeixen i perdonen. Tots alliberen ("kala") a l'altre, el deixen anar. Es desprenen del passat ('oki), i junts conclouen l'esdeveniment amb un festí cerimonial anomenat "pani" que sovint inclou menjar limu kala o alga kala, que simbolitza l'alliberament.
En una variant usada per la família de Kahuna Makaweliweli de l'illa de Moloka'i, la finalització del Ho'oponopono es representa donant-li a la persona perdonada un lei (Hawaii) feta de la fruita de l'arbre de hala.
"La tieta" Malia Craver, que va treballar en els centres infantils de la Reina Lili'uokalani (QLCC per les sigles en anglès, Queen Lili Children 's Centers) durant més de 30 anys, va ensenyar cursos de Ho'oponopono tradicional. El 30 agost de 2000, va parlar a les Nacions Unides sobre això.

## Usos moderns

### Aplicacions tradicionals
A la fi del segle xix, les corts de Hawaii van començar a ordenar que els joves i adults que delinquissin, treballessin amb un ancià que conduiria un Ho'oponopono per a les seves famílies, com una forma alternativa de resoldre els seus problemes. L'Ho'oponopono és realitzat en la forma tradicional, sense intervenció de la cort, amb un practicant triat per la família d'una llista de proveïdors aprovada per la cort.
Alguns practicants nadius proveeixen l'Ho'oponopono a clients que d'altra manera buscarien orientació familiar.

### Alliberament del Karma
El 1976 en Morrnah Nalamaku Simeona, considerada com una sacerdotessa sanadora o Kahuna lapa'au, va adaptar l'Ho'oponopono tradicional, de perdó familiar mutu, a les realitats socials dels nostres dies. Per això el va estendre tant a un procés de resolució per problemes socials en general fora de la família com una autoajuda psico-espiritual, en lloc d'un procés grupal.
La versió de Simeona està influenciada per la seva educació cristiana (protestant i catòlica) i els seus estudis filosòfics sobre l'Índia, la Xina i l'Edgar Cayce. Com en les tradicions hawaianes, ella emfatitza l'oració. I a diferència de les tradicions hawaianes, ella descriu els problemes com els efectes de Karma negatiu, dient que "has d'experimentar per tu mateix el que li has fet a altres" i tu ets el creador de la teva vida i de les teves circumstàncies. Qualsevol acte incorrecte és memoritzat dins d'un mateix i reflectit en cada entitat i objecte que va estar present en el moment (de l'acte). Com a les lleis de la causa i l'efecte, predominen en tot el que és viu i totes les vides, el propòsit de la seva versió és principalment "alliberar l'experiència (o experiències) infeliç i negativa en reencarnacions passades i resoldre i treure traumes dels 'bancs de memòria'."  Els lligams kàrmics entorpeixen l'evolució mental, per la qual cosa "la neteja (kàrmica) és un requisit per a l'expansió de la consciència." L'ús del seu procés de 14 passos dissoldria aquests lligams. La Morrnah Nalamaku Simeona no va utilitzar mantres ni exercicis de condicionament.
Els seus ensenyaments inclouen que hi ha un Creador Diví que s'ocupa dels motius altruistes dels homes, "quan la frase 'així sigui' és usada després d'una oració, vol dir que el treball de l'home acaba on comença el de Déu"  La 'auto-identitat' vol dir per exemple que durant l'Ho'oponopono hi ha tres jos o aspectes de la consciència equilibrats i connectats amb el creador diví. Diferent a les oracions egoistes, les "oracions altruistes com l'Ho'oponopono, on també es resa per l'alliberament d'altres entitats i objectes, arriben al pla diví o cosmos gràcies a les seves altes vibracions. Des d'aquest pla l'energia divina vindria". El que transformaria la part dolorosa de la memòria de males accions en tots els participants a "llum pura", en qualsevol pla en què hi hagi; "tots són alliberats". Mitjançant aquesta transmutació mental els problemes perden l'energia per efectes físics i la sanació o equilibri comencen. En aquest sentit, el raja de Simeona no és el mateix Raja a què es refereixen tradicionalment les creences polinèsies.

### Creant l'estat de Zero
Després que Simeona morís el 1992, el seu antic estudiant i administrador Ihalekala Hew Len, va ser coautor d'un llibre juntament amb en Joe Vitale anomenat "Zero Límits" (Zero Limits) on es refereixen als ensenyaments d'Ho'oponopono de Simeona. Len no pretén ser Kahuna. En contrast amb els ensenyaments de Simeona, el llibre diu que l'objectiu principal de l'Ho'oponopono és aconseguir "l'estat zero, on hi hauria zero límits. Cap memòria. Cap identitat." Per assolir aquest estat anomenat 'Self-I-Dentity' (auto-jo-dentitat), un ha de repetir constantment el mantra, "Ho sento. Si us plau, perdona'm. T'estimo. Gràcies". Està basat en el principi del 100% de responsabilitat, prenent la responsabilitat per les accions de tots, no només per les pròpies. Si tothom prengués completa responsabilitat per la seva pròpia vida, llavors tot el que un veu, escolta, gaudeix, toca, o experimenta de qualsevol manera seria la nostra pròpia responsabilitat perquè està present en la nostra pròpia vida. El problema no seria amb la nostra realitat externa sinó amb nosaltres mateixos. Per canviar la nostra realitat necessitaríem canviar-nos a nosaltres mateixos. La responsabilitat total, d'acord amb en Hew Len, advoca perquè tot existeix com una projecció des de dins de l'ésser humà. I com a tal, és similar a la filosofia del solipsisme, però difereix en el fet que no nega la realitat de la consciència d'altres. En el seu lloc, veu totes les consciències com a part d'un tot, així que qualsevol error que sigui netejat en la pròpia consciència es neteja per tothom.